# Clorotimolo
Il clorotimolo è un composto chimico di formula {\displaystyle {\ce {C10H13ClO}}} che in condizioni normali si presenta come una polvere bianca.

## Caratteristiche strutturali e fisiche
Il composto presenta un atomo di cloro, un gruppo ossidrile e tre gruppi metilici. Il composto presenta poi le seguenti caratteristiche fisiche:
- un donatore di legami a idrogeno
- un accettore di legami a idrogeno
- un legame ruotabile
- massa monoisotopica = 184,0654927 g/mol
- superficie polare = 20,2 Å²
- 12 atomi pesanti

## Reattività e caratteristiche chimiche
Si tratta di un composto organico, in particolare di un derivato monoclorurato del timolo, che reagisce con agenti ossidanti forti. Dal punto di vista stereochimico il composto risulta achirale. L'indice di Kovats standard apolare del composto è pari a 1486. Il composto è solubile in benzene, cloroformio, etere ed etere di petrolio.

### Spettri analitici
Sono disponibili diversi spettri analitici del composto:
- spettro 1D NMR[8]
- spettro 1H NMR[9]
- spettro 13C NMR[10]
- spettro GC-MS[11]
- spettro LC-MS[12]
- spettro UV-VIS[13]
- spetro FTIR[14]
- spettro ATR-IR[15]
- spettro vicino IR[16]

## Farmacologia e tossicologia

### Effetti del composto e usi clinici
Il farmaco è stato utilizzato come antisettico, in particolare in molte formulazioni di specialità da banco quali: collutori, antisettici orali, paste dentifricie, unguenti.

## Applicazioni
Il composto è anche utilizzato come:
- biocida e conservante nei cosmetici (concentrazione max. 0,5%)
- ingrediente nei deodoranti
- denaturante dell'alcool
- conservante nei prodotti per la cura del cavo orale

In passato è stato usato come ingrediente in 